# Arfik
Arfik – dziecięcy zespół muzyczny powstały w 1987 roku w Szczecinie.

## Historia
W zespole Arfik śpiewają dzieci w wieku od 7 do 15 lat. Twórcą grupy jest Ryszard Leoszewski. Jest on jednocześnie kompozytorem większości utworów Arfika. Od 1996 z zespołem na stałe współpracuje także autorka tekstów, pisarka Barbara Stenka.
Młodzi wykonawcy wielokrotnie występowali w kraju i za granicą. Są laureatami wielu festiwali estradowych, teatralnych i chóralnych. Grupa nagrała w sumie około 100 piosenek, które zostały wydane na płytach analogowych, kasetach i płytach CD.
Od 1991 do 1998 Arfik tworzył też własną audycję radiową w Polskim Radiu Szczecin, a w latach 1996–2001 cykliczny program telewizyjny Drynda (do 2000 w TVP Szczecin, potem w telewizji Polonia).
Wspólnie ze Szczecińską Filharmonią organizowali cykl Poranków z Arfikiem, który cieszył się dużym powodzeniem. Przygotowują też liczne widowiska muzyczne.
Niektórzy absolwenci zespołu Arfik działali w zespole Piętnaście Po oraz w grupie muzyczno-kabaretowej Kostka Cukru.

## Dyskografia
- 2012 Piosenki ze śniegu
- 2011 Piosenki Stenki
- 2009 Razem w szkole – klasa 1 (kompilacja utworów różnych wykonawców)
- 2008 Miniatury bajkowe
- 2008 The best kids ... ever! (kompilacja utworów różnych wykonawców)
- 2007 The best – podwodne ogrody
- 2007 Piosenki dla super dziecka (kompilacja utworów różnych wykonawców)
- 2006 Oj, hela!
- 2002 Hola laila!
- 2001 Kolędy
- 1999 Sny o morzu
- 1997 Piosenki dla dzieci
- 1997 Bajki i piosenki dla dzieci
- 1997 Hity
- 1995 Czereśniowe kolczyki
- 1994 Kolędy
- 1994 Piosenki małe i duże
- 1992 Bajki i piosenki dla niegrzecznych dzieci
- 1992 Podwórkowy koncert „Arfika”
- 1991 Kolędy
- 1991 Kuba Buba
- 1991 Stare hity w nowym stylu
- 1990 Dyskoteka Pana Jacka 2 (składanka utworów różnych wykonawców)
- 1990 Dozwolone do lat 18
- 1990 Kuba Buba
- 1989 Kolędy
- 1989 Kuba Buba

## Widowiska muzyczne
- 2014 Tam i z potworem
- 2012 Świat jest za duży
- 2011 W cyrku w nocy, czyli jak odważyliśmy się wypoczywać
- 2010 Chomik i anioł
- 2007 Śnieg w kieszeni
- 2007 Kraina rodzina
- 2005 Miniatury Bajkowe
- 2002 Wypożyczalnia
- 2002 Szukamy przyjaciół po świecie
- 2001 Bajka, która nam się należy
- 2000 Popelina
- 1999 Opiekunka
- 1998 Po to jest morze
- 1995 Czereśniowe kolczyki
- 1992 Bajki i piosenki dla niegrzecznych dzieci
- 1990 Dozwolone do lat 18-tu
- 1990 Kolędy
- 1989 Kuba Buba